# Società Sportiva Virtus Lanciano 1924 2015-2016
Questa voce raccoglie le informazioni riguardanti la Virtus Lanciano nelle competizioni ufficiali della stagione 2015-2016, al termine della quale la FIGC sciolse la squadra.

## Stagione
Nella stagione 2015-2016 la Virtus Lanciano disputa il suo quarto campionato di Serie B, raccoglie sul campo 48 punti e si sarebbe salvata, ma incappa in una penalizzazione di 4 punti, ricevuta per irregolarità amministrative, che le impongono di disputare il Play-out per ottenere di mantenere la categoria. Ai primi di giugno si gioca gli spareggi con la Salernitana e li perde entrambi, retrocedendo in Lega Pro. Il campionato è iniziato co il tecnico Roberto D'Aversa nel girone di andata ha ottenuto 19 punti in penultima posizione. A inizio febbraio, dopo lo scivolone interno (0-3) con il Trapani cambia l'allenatore, passa nelle mani di Primo Maragliulo, il cambio dà la scossa alla compagine abruzzese che nel girone di ritorno raccoglie ben 29 punti. Senza la penalizzazione avrebbe raggiunto l'obiettivo stagionale. Due i rossoneri che si sono messi in evidenza, andando vicini alla doppia cifra in fatto di reti, Nicola Ferrari che ne ha firmate 9, e Federico Di Francesco con 8 centri. Nella Coppa Italia Virtus subito fuori nel secondo turno, sconfitta in casa (0-2) dalla Juve Stabia.

## Divise e sponsor
Il fornitore ufficiale di materiale tecnico per la stagione 2015-2016 è Legea, mentre gli sponsor ufficiali sono In Opera e Marfisi carni.
| Casa | Trasferta | Terza divisa |

## Organigramma societario
Area direttiva
- Presidente: Antonio Falconio
- Presidente onorario: Franco Maio

Area tecnica
- Allenatore: Roberto D'Aversa, da febbraio Primo Maragliulo
- Allenatore in seconda: Andrea Tarozzi, da febbraio Tommaso Di Biccari
- Preparatore/i atletico/i: Danilo Massi, Ivano Tito
- Preparatore dei portieri: Alberto Bartoli

Area sanitaria
- Responsabile: Antonio Falconio

## Rosa
| N. |                     | Ruolo | Calciatore            |
| -- | ------------------- | ----- | --------------------- |
| 1  | Italia (bandiera)   | P     | Vincenzo Aridità      |
| 2  | Italia (bandiera)   | D     | Antonio Aquilanti     |
| 3  | Italia (bandiera)   | D     | Carlo Mammarella      |
| 4  | Italia (bandiera)   | D     | Simone Salviato       |
| 4  | Italia (bandiera)   | D     | Raffaele Pucino       |
| 5  | Romania (bandiera)  | D     | Deian Boldor          |
| 6  | Italia (bandiera)   | D     | Federico Amenta       |
| 7  | Italia (bandiera)   | A     | Manuel Turchi         |
| 8  | Slovenia (bandiera) | C     | Armin Bačinovič       |
| 9  | Italia (bandiera)   | A     | Guido Marilungo       |
| 10 | Italia (bandiera)   | A     | Federico Bonazzoli    |
| 10 | Italia (bandiera)   | A     | Antonio Piccolo       |
| 11 | Italia (bandiera)   | A     | King Udoh             |
| 11 | Italia (bandiera)   | C     | Elio De Silvestro     |
| 12 | Italia (bandiera)   | P     | Alessio Cragno        |
| 13 | Italia (bandiera)   | A     | Federico Di Francesco |
| 14 | Italia (bandiera)   | A     | Nicola Ferrari        |
| 15 | Italia (bandiera)   | D     | Nicolas Di Filippo    |
| 16 | Italia (bandiera)   | D     | Michele Rigione       |
| 17 | Italia (bandiera)   | C     | Gaetano Vastola       |

| N. |                    | Ruolo | Calciatore              |
| -- | ------------------ | ----- | ----------------------- |
| 18 | Italia (bandiera)  | A     | Antonio Rozzi           |
| 19 | Italia (bandiera)  | A     | Stefano Padovan         |
| 20 | Italia (bandiera)  | C     | Fabrizio Paghera        |
| 20 | Italia (bandiera)  | C     | Francesco Bergamini     |
| 21 | Serbia (bandiera)  | D     | Boris Grozdic           |
| 22 | Italia (bandiera)  | P     | Vittorio Antonino       |
| 23 | Brasile (bandiera) | C     | Zé Eduardo              |
| 24 | Italia (bandiera)  | C     | Mattia Vitale           |
| 24 | Italia (bandiera)  | C     | Domenico Di Cecco       |
| 25 | Italia (bandiera)  | A     | Eric Lanini             |
| 26 | Italia (bandiera)  | C     | Luca Crecco             |
| 26 | Italia (bandiera)  | D     | Daniel Di Nicola        |
| 27 | Italia (bandiera)  | D     | Luca Di Matteo          |
| 28 | Italia (bandiera)  | A     | Marco Di Benedetto      |
| 29 | Italia (bandiera)  | C     | Michele Rocca           |
| 30 | Italia (bandiera)  | D     | Filippo Penna           |
| 30 | Serbia (bandiera)  | C     | Manuel David Milinković |
| 32 | Francia (bandiera) | A     | Mohamed Fofana          |
| 32 | Italia (bandiera)  | C     | Manuel Giandonato       |
| 33 | Italia (bandiera)  | P     | Angelo Casadei          |

## Calciomercato

### Sessione estiva(dal 01/07 al 31/08)
| Acquisti | Acquisti              | Acquisti    | Acquisti      |
| R.       | Nome                  | da          | Modalità      |
| -------- | --------------------- | ----------- | ------------- |
| P        | Angelo Casadei        | Paganese    | fine prestito |
| P        | Lorenzo Cattafesta    | Brindisi    | fine prestito |
| D        | Deian Boldor          | Roma        | svincolato    |
| D        | Nicolas Di Filippo    | Melfi       | fine prestito |
| D        | Luca Di Matteo        | Teramo      | svincolato    |
| D        | Boris Grozdic         | Hajduk Kula | definitivo    |
| D        | Filippo Penna         | Juventus    | definitivo    |
| D        | Raffaele Pucino       | Chievo      | prestito      |
| D        | Michele Rigione       | Teramo      | svincolato    |
| D        | Edoardo Scrosta       | Mantova     | fine prestito |
| C        | Luca Crecco           | Lazio       | prestito      |
| C        | Luca Verna            | Grosseto    | fine prestito |
| C        | Zé Eduardo            | Cesena      | prestito      |
| A        | Gianmarco De Feo      | Grosseto    | fine prestito |
| A        | Marco Di Benedetto    | Juventus    | definitivo    |
| A        | Federico Di Francesco | Parma       | svincolato    |
| A        | Mohamed Fofana        | Grosseto    | fine prestito |
| A        | Ryan Hiwat            | Carpi       | prestito      |
| A        | Eric Lanini           | Juventus    | prestito      |
| A        | Guido Marilungo       | Atalanta    | prestito      |
| A        | Alan Mastropietro     | Lupa Roma   | fine prestito |
| A        | Stefano Padovan       | Juventus    | prestito      |
| A        | Antonio Rozzi         | Lazio       | prestito      |

| Cessioni | Cessioni           | Cessioni             | Cessioni               |
| R.       | Nome               | a                    | Modalità               |
| -------- | ------------------ | -------------------- | ---------------------- |
| P        | Lorenzo Cattafesta | Pro Vasto            | definitivo             |
| P        | Nicolas            | Verona               | fine prestito          |
| P        | Davide Petrachi    | Martina              | svincolato             |
| D        | Andrea Conti       | Atalanta             | fine prestito          |
| D        | Mario Esposito     |                      | svincolato             |
| D        | Stefano Ferrario   | Catania              | svincolato             |
| D        | Leonardo Nunzella  | Catania              | prestito               |
| D        | Marco Pinato       | Milan                | fine prestito          |
| D        | Edoardo Scrosta    | Mantova              | definitivo             |
| D        | Magnus Troest      | Novara               | definitivo             |
| C        | Davide Agazzi      | Atalanta             | fine prestito          |
| C        | Paolo Grossi       | Verona               | fine prestito          |
| C        | Luca Verna         | Pisa                 | prestito               |
| A        | Alberto Cerri      | Parma                | fine prestito          |
| A        | Gianmarco De Feo   | Siena                | prestito               |
| A        | Simone Fioretti    |                      | svincolato             |
| A        | Leonardo Gatto     | Atalanta             | fine prestito          |
| A        | Alan Mastropietro  | Lupa Castelli Romani | prestito               |
| A        | Gaetano Monachello | Monaco               | fine prestito          |
| A        | Mame Thiam         | Juventus             | definitivo (1,4 mln €) |

### Sessione invernale(dal 4/1 all'1/2)
| Acquisti         | Acquisti                | Acquisti  | Acquisti                                          |
| R.               | Nome                    | da        | Modalità                                          |
| ---------------- | ----------------------- | --------- | ------------------------------------------------- |
| P                | Alessio Cragno          | Cagliari  | prestito                                          |
| D                | Daniel Di Nicola        | Pescara   | prestito                                          |
| D                | Simone Salviato         | Bari      | definitivo                                        |
| C                | Francesco Bergamini     | Bologna   | prestito                                          |
| C                | Manuel Giandonato       | Padova    | prestito                                          |
| C                | Manuel David Milinković | Genoa     | prestito                                          |
| C                | Michele Rocca           | Sampdoria | prestito                                          |
| C                | Mattia Vitale           | Juventus  | prestito con diritto di riscatto e controriscatto |
| A                | Federico Bonazzoli      | Sampdoria | prestito                                          |
| A                | King Udoh               | Juventus  | prestito con diritto di riscatto e controriscatto |
| Altre operazioni |                         |           |                                                   |
| R.               | Nome                    | da        | Modalità                                          |
| D                | Samuele Di Matteo       | Pescara   | prestito                                          |
| A                | Luciano Palladino       | Scafatese | definitivo                                        |

| Cessioni | Cessioni          | Cessioni     | Cessioni                         |
| R.       | Nome              | da           | Modalità                         |
| -------- | ----------------- | ------------ | -------------------------------- |
| D        | Filippo Penna     | Paganese     | prestito                         |
| D        | Raffaele Pucino   | Chievo       | fine prestito                    |
| C        | Luca Crecco       | Lazio        | fine prestito                    |
| C        | Domenico Di Cecco | Catania      | definitivo                       |
| C        | Carlo Mammarella  | Pro Vercelli | definitivo                       |
| C        | Fabrizio Paghera  | Avellino     | definitivo                       |
| C        | Elio De Silvestro | Pavia        | prestito con diritto di riscatto |
| A        | Mohamed Fofana    | Lupa Roma    | definitivo                       |
| A        | Eric Lanini       | Juventus     | fine prestito                    |
| A        | Antonio Piccolo   | Spezia       | definitivo                       |
| A        | Antonio Rozzi     | Lazio        | fine prestito                    |

### Operazioni successive alla sessione invernale
| Acquisti | Acquisti | Acquisti | Acquisti |
| R.       | Nome     | da       | Modalità |
| -------- | -------- | -------- | -------- |

| Cessioni | Cessioni   | Cessioni | Cessioni   |
| R.       | Nome       | da       | Modalità   |
| -------- | ---------- | -------- | ---------- |
| C        | Zé Eduardo |          | svincolato |

## Risultati

### Serie B

#### Girone di andata
| Arbitro: | Rapuano (Rimini) |

|                         |           |                |
| Gatto 42’ Castiglia 79’ | Marcatori | 56’ N. Ferrari |

| Arbitro: | Nasca (Bari) |

|                               |           |  |
| Mammarella 43’ N. Ferrari 72’ | Marcatori |  |

| Arbitro: | La Penna (Roma) |

|                  |           |            |
| Scognamiglio 39’ | Marcatori | 81’ Lanini |

| Lanciano 22 settembre 2015, ore 20:30 CEST 4ª giornata | Virtus Lanciano | 0 – 0 referto | Vicenza | Stadio Guido Biondi (2 665 spett.)\| Arbitro: \| Ros (Pordenone) \| |
| Arbitro:                                               | Ros (Pordenone) |               |         |                                                                     |

| Arbitro: | Minelli (Varese) |

|              |           |  |
| Galloppa 85’ | Marcatori |  |

| Lanciano 3 ottobre 2015, ore 15:00 CEST 6ª giornata | Virtus Lanciano    | 0 – 0 referto | Spezia | Stadio Guido Biondi (2 251 spett.)\| Arbitro: \| Baracani (Firenze) \| |
| Arbitro:                                            | Baracani (Firenze) |               |        |                                                                        |

| Arbitro: | Marini (Roma) |

|             |           |  |
| Valiani 34’ | Marcatori |  |

| Arbitro: | Illuzzi (Molfetta) |

|                       |           |  |
| A. Piccolo 90’ (rig.) | Marcatori |  |

| Arbitro: | Martinelli (Roma) |

|                              |           |               |
| Geijo 41’ (rig.), 60’ (rig.) | Marcatori | 33’ Di Matteo |

| Arbitro: | Manganiello (Pinerolo) |

|                            |           |              |
| A. Piccolo 26’, 51’ (rig.) | Marcatori | 6’, 13’ Coda |

| Arbitro: | Saia (Palermo) |

|                       |           |  |
| Perico 27’ Kessié 75’ | Marcatori |  |

| Arbitro: | Rapuano (Rimini) |

|                           |           |  |
| Del Prete 32’ Fabinho 62’ | Marcatori |  |

| Arbitro: | La Penna (Roma) |

|                |           |              |
| A. Piccolo 86’ | Marcatori | 19’ F. Ricci |

| Arbitro: | Abbattista (Molfetta) |

|                   |           |              |
| Caputo 70’ (rig.) | Marcatori | 28’ Di Cecco |

| Arbitro: | Di Paolo (Avezzano) |

|                            |           |            |
| A. Piccolo 11’, 75’ (rig.) | Marcatori | 41’ Acosty |

| Arbitro: | Illuzzi (Molfetta) |

|                                                    |           |             |
| Rodríguez 51’ Faragò 76’ Gălăbinov 78’ Corazza 87’ | Marcatori | 64’ Padovan |

| Arbitro: | Abisso (Palermo) |

|                |           |                                 |
| A. Piccolo 61’ | Marcatori | 13’ Tello 34’ Salamon 67’ Cerri |

| Arbitro: | Pezzuto (Lecce) |

|                                      |           |                                        |
| Arini 56’ Tavano 83’ L. Castaldo 87’ | Marcatori | 44’ (rig.) A. Piccolo 50’ Di Francesco |

| Arbitro: | Aureliano (Bologna) |

|              |           |                                 |
| Di Cecco 56’ | Marcatori | 26’ Caprari 50’ (rig.) Memushaj |

| Arbitro: | Ros (Pordenone) |

|              |           |             |
| Falletti 71’ | Marcatori | 50’ Rigione |

| Arbitro: | Baracani (Firenze) |

|                           |           |            |
| Marilungo 61’ (rig.), 63’ | Marcatori | 81’ Bunino |

#### Girone di ritorno
| Arbitro: | Marini (Roma) |

|                  |           |  |
| Di Francesco 86’ | Marcatori |  |

| Arbitro: | Pasqua (Tivoli) |

|            |           |  |
| Jankto 63’ | Marcatori |  |

| Arbitro: | Martinelli (Roma) |

|  |           |                                           |
|  | Marcatori | 31’ Scognamiglio 61’ Citro 65’ Pagliarulo |

| Arbitro: | Rapuano (Rimini) |

|  |           |                                 |
|  | Marcatori | 52’ Di Francesco 63’ N. Ferrari |

| Arbitro: | Chiffi (Padova) |

|                                |           |                   |
| Di Francesco 49’ Bonazzoli 87’ | Marcatori | 9’ (aut.) Vastola |

| Arbitro: | Pairetto (Nichelino) |

|                      |           |  |
| Nenê 7’ Acampora 86’ | Marcatori |  |

| Arbitro: | Ros (Pordenone) |

|                |           |  |
| N. Ferrari 62’ | Marcatori |  |

| Arbitro: | Abisso (Palermo) |

|                 |           |               |
| Ganz 33’ (rig.) | Marcatori | 70’ Bačinovič |

| Arbitro: | Aureliano (Bologna) |

|                |           |  |
| N. Ferrari 31’ | Marcatori |  |

| Arbitro: | Serra (Torino) |

|                |           |                                               |
| Donnarumma 74’ | Marcatori | 59’, 90+3’ Di Francesco 78’ (rig.) N. Ferrari |

| Arbitro: | Nasca (Bari) |

|                                       |           |  |
| N. Ferrari 45+3’ (rig.) Marilungo 79’ | Marcatori |  |

| Arbitro: | Candussio (Cervignano del Friuli) |

|  |           |             |
|  | Marcatori | 74’ Fabinho |

| Arbitro: | Pezzuto (Lecce) |

|                    |           |  |
| Budimir 52’ (rig.) | Marcatori |  |

| Arbitro: | Pinzani (Empoli) |

|                  |           |                         |
| Di Francesco 11’ | Marcatori | 4’ Pellizzer 26’ Cutolo |

| Arbitro: | Chiffi (Padova) |

|                              |           |                           |
| Dumitru 44’ L.A. Scaglia 90’ | Marcatori | 52’ Vastola 59’ Marilungo |

| Arbitro: | Maresca (Napoli) |

|                               |           |               |
| Marilungo 5’ Di Francesco 14’ | Marcatori | 27’ Gălăbinov |

| Arbitro: | Minelli (Varese) |

|        |           |                |
| Sau 8’ | Marcatori | 38’ N. Ferrari |

| Arbitro: | Martinelli (Roma) |

|              |           |                           |
| Salviato 27’ | Marcatori | 13’ Mokulu 22’ João Silva |

| Arbitro: | Abisso (Palermo) |

|                                                          |           |  |
| Caprari 31’ Zampano 35’ Memushaj 63’ (rig.) Torreira 89’ | Marcatori |  |

| Arbitro: | Candussio (Cervignano del Friuli) |

|               |           |               |
| Marilungo 17’ | Marcatori | 90+5’ Valjent |

| Arbitro: | Nasca (Bari) |

|                  |           |                                  |
| Aramu 25’, 45+2’ | Marcatori | 69’ (rig.) N. Ferrari 84’ Turchi |

#### Playout
| Arbitro: | Manganiello (Pinerolo) |

|               |           |                                             |
| Marilungo 16’ | Marcatori | 9’ Donnarumma 21’ Zito 80’ Gatto 90+1’ Coda |

| Arbitro: | Pasqua (Tivoli) |

|          |           |  |
| Coda 20’ | Marcatori |  |

### Coppa Italia
| Arbitro: | Di Paolo (Avezzano) |

|  |           |                       |
|  | Marcatori | 22’ Gomez 90+3’ Gatto |

## Statistiche

### Statistiche di squadra
| Competizione | Punti   | In casa | In casa | In casa | In casa | In casa | In casa | In trasferta | In trasferta | In trasferta | In trasferta | In trasferta | In trasferta | Totale | Totale | Totale | Totale | Totale | Totale | DR   |
| Competizione | Punti   | G       | V       | N       | P       | Gf      | Gs      | G            | V            | N            | P            | Gf           | Gs           | G      | V      | N      | P      | Gf     | Gs     | DR   |
| ------------ | ------- | ------- | ------- | ------- | ------- | ------- | ------- | ------------ | ------------ | ------------ | ------------ | ------------ | ------------ | ------ | ------ | ------ | ------ | ------ | ------ | ---- |
| Serie B      | 44 (-4) | 21      | 10      | 5       | 6       | 24      | 21      | 21           | 2            | 7            | 12           | 19           | 35           | 42     | 12     | 12     | 18     | 43     | 56     | - 13 |
| Coppa Italia | -       | 1       | 0       | 0       | 1       | 0       | 2       | 0            | 0            | 0            | 0            | 0            | 0            | 1      | 0      | 0      | 1      | 0      | 2      | - 2  |
| Totale       | 44      | 22      | 19      | 5       | 7       | 24      | 23      | 21           | 2            | 7            | 12           | 19           | 35           | 43     | 12     | 12     | 19     | 43     | 58     | - 15 |

### Andamento in campionato
| Giornata  | 1  | 2  | 3 | 4 | 5  | 6  | 7  | 8  | 9  | 10 | 11 | 12 | 13 | 14 | 15 | 16 | 17 | 18 | 19 | 20 | 21 | 22 | 23 | 24 | 25 | 26 | 27 | 28 | 29 | 30 | 31 | 32 | 33 | 34 | 35 | 36 | 37 | 38 | 39 | 40 | 41 | 42 |
| --------- | -- | -- | - | - | -- | -- | -- | -- | -- | -- | -- | -- | -- | -- | -- | -- | -- | -- | -- | -- | -- | -- | -- | -- | -- | -- | -- | -- | -- | -- | -- | -- | -- | -- | -- | -- | -- | -- | -- | -- | -- | -- |
| Luogo     | T  | C  | T | C | T  | C  | T  | C  | T  | C  | T  | T  | C  | T  | C  | T  | C  | T  | C  | T  | C  | C  | T  | C  | T  | C  | T  | C  | T  | C  | T  | C  | C  | T  | C  | T  | C  | T  | C  | T  | C  | T  |
| Risultato | P  | V  | N | N | P  | N  | P  | V  | P  | N  | P  | P  | N  | N  | V  | P  | P  | P  | P  | N  | V  | V  | P  | P  | V  | V  | P  | V  | N  | V  | V  | V  | P  | P  | P  | N  | V  | N  | P  | P  | N  | N  |
| Posizione | 14 | 10 | 9 | 9 | 13 | 13 | 17 | 15 | 17 | 16 | 19 | 21 | 21 | 21 | 20 | 20 | 21 | 21 | 21 | 21 | 21 | 20 | 21 | 21 | 21 | 19 | 20 | 20 | 20 | 18 | 14 | 14 | 14 | 16 | 16 | 17 | 19 | 20 | 20 | 17 | 18 | 19 |

Fonte:  Serie B – Classifiche, su sport.sky.it, Sky Sport. URL consultato il 18 settembre 2015 (archiviato dall'url originale l'11 settembre 2014).
Legenda:

Luogo: C = Casa; T = Trasferta. Risultato: V = Vittoria; N = Pareggio; P = Sconfitta.